# Agapanthia pesarinii
Agapanthia pesarinii (лат.) — вид жуков-усачей из подсемейства ламиин. Назван в честь итальянского энтомолога Карло Пезарини из Музея естественной истории Милана. Распространён в Турции и Сирии. Длина тела жуков 8-12 мм. Форма Длина переднеспинки почти равна ширине. Щиток в опушён. Надкрылья с параллельными сторонами. Третий членик лапок очень маленький. Кормовым растением личинок является Paeonia mascula.